# 苏联红军
工农红军（俄语：Рабо́че-крестья́нская Кра́сная а́рмия，缩写为），通称红军（Красная армия，缩写为）、苏联红军，是俄罗斯苏维埃联邦社会主义共和国及其后继军事力量。它是1922年成立的苏维埃社会主义共和国联盟的武装力量，包括陆军和空军。红军起源于1917年的十月革命。在俄国内战期间，布尔什维克创立军队反击他们敌人（尤其是以“白军”为名义组成的团体）。1946年2月25日，改组为苏联陆军。
蘇聯红军在第二次世界大战欧洲战场的获胜作出了决定性贡献。在苏德战争中，红军殲滅的德军（包括德意志國防軍及武装党卫队）佔二戰德軍伤亡总数的75%－80%。

## 起源

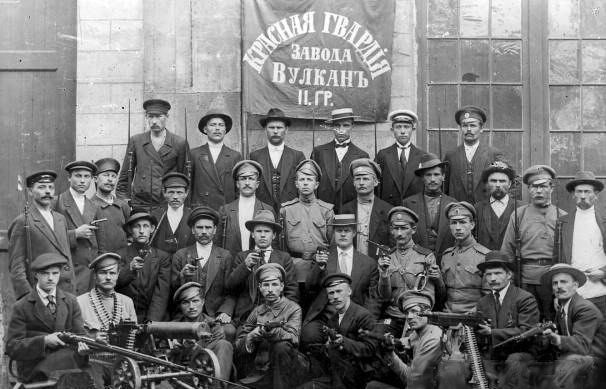
伏尔铿工厂的赤卫队部队

1917年9月，列宁写道：“只有一种方式阻止暴力警察的重建，那就是创建与军队结合的民兵（以人民军队取代旧陆军）。”那时，俄罗斯帝国陆军开始瓦解。俄罗斯帝国23%（1900万）的人被调动起来参加陆军，但他们当中的大多数没有装备任何武器，而且仅依靠交通线和根据地维持补给。沙俄将领尼古拉·杜霍宁估计有200万人逃跑，180万人阵亡，500万人负伤，200万人被俘。他估计剩余的部队有1000万。
人民委员会决定于1918年1月28日（旧历1918年1月15日）创建红军。他们预想组建一个“由工人阶级最优秀的分子及具有阶级意识的人”组成的实体。所有年满18岁的俄罗斯共和国公民都应当加入。其作用是“维护苏维埃政权，作为从常备军转变为国家武装力量的基础，作为支持即将到来的欧洲社会主义革命的基础”。征兵条件需要来自苏维埃政权、党或工会委员会管辖的革命军事委员会，或者2名属于上述组织中的人员的保证。在整个部队想要加入红军的情况中，需要整个部队集体保证，并且全体成员投票同意。
人民委员会拥有对红军的最高指挥权，它授权军事人民委员会及其所属特殊院校指挥和管理军队。尼古拉·克雷连科任最高司令官，亚历山大·米亚斯尼基扬任其副手。尼古拉·波德伏依斯基任陆军人民委员，帕维尔·德宾科任海军人民委员。普罗相、萨摩伊斯基、施坦因伯格也与来自政治局的弗拉基米尔·邦奇-布鲁耶维奇被任命为人民委员。
在1918年2月22日布尔什维克和左翼社会革命党的联席会议上，克雷连科谈论到：“我们没有军队。士气低落的士兵一看到德国头盔在地平线上出现就恐慌起来，抛弃他们的大炮、被护送者及所有军事物资，留给胜利进军的敌人。赤卫队像苍蝇一样被置之不理。我们没有力量阻击敌人；只有立即签订和平条约才能使我们免于毁灭。”
在俄罗斯帝国军队被解散的时候，零散的赤卫队部队和投靠布尔什维克的帝国军事人员十分缺乏信心去做抵御外敌、保卫新政府。因此，1918年1月，人民委员会决定工农红军将由来自“劳动人民中最有阶级意识和集体精神”的志愿者组建。这标志着赤卫队的终结和红军的建立。
红军主要由农民组成，他们的家属会得到口粮的保证，以及，他们在农场劳作时会受到帮助。这样，一些仍然在家踌躇是否参军的农民，就挤满了征兵中心。

## 历史

### 俄国内战

1919–1924年间红军的军人等级标志

俄国内战（1917–23年）主要分为两个时期：
- 第一个时期：1917年10月－1918年11月，从布尔什维克革命到第一次世界大战（1914–18年）签订停战协定。自布尔什维克政府于1917年11月把传统哥萨克土地进行国有化。这激起了顿河地区阿列克谢·卡列金将军的志愿军的叛乱。布列斯特-立陶夫斯克和约也使俄国政局恶化。这直接导致协约国武装干涉俄国内战，共12个国家对反布尔什维克武装进行支援。在捷克斯洛伐克军团、波兰第五步兵师（英语：Polish 5th Rifle Division）和亲布尔什维克的红色拉脱维亚步兵团等之间有一系列的交战。
- 第二个时期：1919年1月–11月，白军从东、南和西北三面向红军进攻，安东·邓尼金将军从南部进军，亚历山大·瓦西里耶维奇·高尔察克将军从东部进军，尼古拉·尼古拉耶维奇·尤登尼奇将军从西北进军。白军在每条战线上击败了红军。列夫·托洛茨基进行军事改革并反攻；红军在6月击溃高尔察克部队，并在10月击溃邓尼金和尤登尼奇。[9]到11月中旬，白军已几乎全军覆没，到1920年1月连顿河畔罗斯托夫也失守。

战争开始的时候，红军由299个步兵团组成。内战在列宁解散俄国立宪会议（1918年1月5日–6日），和苏俄政府签订布列斯特-立陶夫斯克（1918年3月3日）退出大战之后激化。摆脱了国际战争，红军仅需面对内战中反共武装的松散结盟，包括乌克兰革命起义军、内斯托尔·马赫诺领导的“黑军”、反白军和红军、绿军和其他武装。1918年2月23日“红军日”具有双重的、历史性的意义——草拟征兵的第一日（在彼得格勒和莫斯科）和反抗德意志帝国军队占领的第一日。
1918年9月6日，布尔什维克民兵在共和国革命军事委员会（1918–24年）主席托洛茨基和红军总司令约阿基姆·瓦采季斯的命令下得到增援。不久，托洛茨基建立了格鲁乌为红军指战员提供政治和军事情报。托洛茨基以最初的赤卫队组织、赤卫队民兵组织的核心兵力和秘密警察契卡创立了红军；1918年6月开始征兵，而且反对暴力镇压。为了控制不同民族和文化的红军士兵，契卡操控特别惩戒旅镇压反共人士、逃兵和“国家的敌人”。战时实用主义允许他们招募前沙皇时期军官和警官（士官）到红军，由列夫·格列札洛夫（俄语：Лев Глезаров）的特别委员会审查并征召；1920年8月中旬红军的前沙皇时期的人员包括48,000名军官、10,300名管理人员及214,000名士官。内战开始的时候，前沙皇时期的人员占红军军官队伍的75%，他们作为军事专家被雇用，偶尔以扣留其家属为人质使其保持忠诚。1922年战争结束的时候，前沙皇时期的人员占红军师级和军级指挥官的83%。
红军把少数民族编成特殊的团，如东干人马三奇的东干骑兵团。红军还在1919年至1925年与倾向布尔什维克党的志愿者武装（chasti osobogo naznacheniya - 特殊任务部队）合作。
劝诫、组织和复仇的口号表达了红军在确保战术及战略上的成功的纪律和动机。出征时，随军的契卡特别惩戒旅就地组织军事法庭并处决叛变者和逃兵。在人民委员伯津领导下，特别惩戒旅从叛变者的村庄劫取人质来迫使他们投降；有十分之一的人质被处决。红军也在所控制的地区用同样的手段镇压农民反叛。苏俄通过在红军分配旅和团级政治委员并执行监视政治不正确的指挥官的任务维持政治、民族和国家的忠诚。尽管有这样的强制措施，仍会有政治委员摆脱契卡或者投敌的情况，这样，他们会被处以死刑。1918年8月，托洛茨基委任米哈伊尔·图哈切夫斯基将军到在政治不可靠的红军部队后面驻扎督战队，射击任何在未经许可的情况下撤退的人。1942年苏德战争（1941–1945）期间，约瑟夫·斯大林通过惩戒部队重新引入这一政策。

### 苏波战争与前奏
1918年苏俄西征发生在苏俄向上东区守备部队放弃的地区进军的同时。这一战延伸出了1919–21年的苏波战争。其中红军于1920年攻入波兰中部，但后来在那里遭遇了失败，致使战争结束。出征波兰期间红军投入650万人，约581,000人在西部和西南部前线，但多数遭遇了供给困难。约250万人作为后备军的一部分“无法在内部调动”。

### 1920至1930年代的战术发展

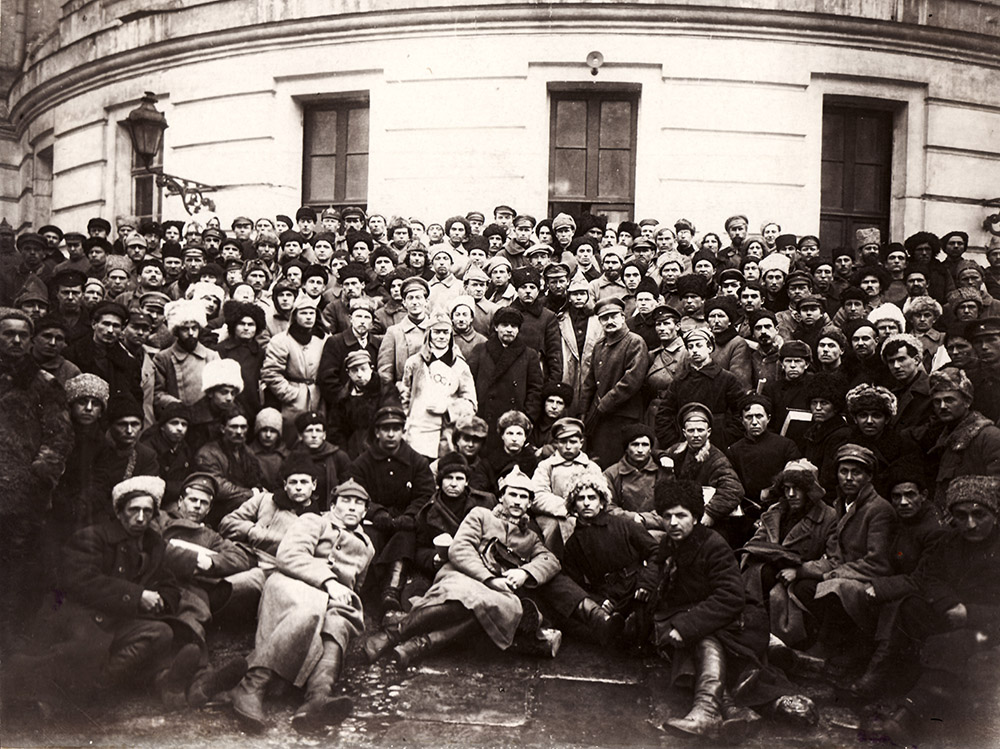
1921年在彼得格勒，弗拉基米尔·列宁、克利缅特·伏罗希洛夫、列夫·托洛茨基和士兵们

至1920年秋，红军共组建88个步兵师、29个骑兵师、61个空军支队及一些炮兵和装甲兵部队，总兵力550万。1920年工业产值只相当于战前的1/7，农业产值相当于战前的1/2。为适应经济建设需要，1920年底颁布了红军大规模复员命令。
经过四年的战斗，红军在南部击败彼得·尼古拉耶维奇·弗兰格尔，于是人民委员会在1922年成立了苏联。
1922年苏俄内战结束后，国家转入和平建设时期。1924年3月，取消了武装部队总司令(谢尔盖·谢尔盖耶维奇·加米涅夫)的职务及其所属机构，代之建立了工农红军总司令部、工农红军总部和工农红军监察委员会3个机构。1924年3月11日，伏龙芝就任苏联革命军事委员会副主席。1924年4月1日，米哈伊尔·伏龙芝成为工农红军总司令部参谋长。工农红军总部由H·H·佩京领导；工农红军监察委员会由谢尔盖·谢尔盖耶维奇·加米涅夫领导。以伏龙芝为首的特别委员会组织实施军事改革。通过改革，苏联采用了正规军与民兵相结合的武装力量体制，到1924年10月保留了56.2万人的精干红军。空军有485架飞机。
1920年代末至1930代末，苏联主流军事理论家都遵循由米哈伊尔·图哈切夫斯基元帅在的波苏战争和俄国内战中发展出的纵深作战理论流派。为了取得胜利，纵深作战指，通过进行军与集团军规模的部队通过深入敌人的地面部队，进行平行的、同时进行的机动作战进攻的策略，达成造成灾难性的防御失败的目的。纵深作战教义依赖于机动作战产生的快速、高效且决定性的空中及装甲优势。图哈切夫斯基元帅说，空中作战必须“用来攻击超越步兵、炮兵及其他部队的攻击范围的目标。为了最大的战术效果，空军应该集群投入，集中于同一时间和空间，打击战术意义最高的目标。”
1924年，红军编制56.2万人，但不满编。1925年红军裁到五十多万人。1933年，红军规模增长至85.5万人。
1936年全军110万人，其中26%是正规师；其他是地方（民兵）步兵师，只保留少数基干人员，其他人员五年期限内每年集训一个月(第一次三个月)，其余时间从事工农业劳动。1936年底，苏联共有12所军事学院、1所兽医军事学院、75所初级中级军事学校、74 440名军校生；1936年毕业军官约20 000人。1937年红军有206 000名干部，其中107 000名指挥人员，22 000名政工干部，后勤和行政管理干部26 000人。1937年11月，国防人民委员部批准了1938至1939年的扩军计划，要在两年内将红军规模从110万人扩充整编至拥有现役职业军人650.35万人。但实际上1939年红军有194.3万人，全部35个地方（民兵）步兵师改编成常备军。1939年苏联才确立了普遍义务兵役制，1939年开始组建部队管理局.
红军纵深作战理论最先出现在1929年野战规章，并且在1936年临时野战规章（PU-36）中制定下来。1937–1939年的大清洗和1940–1942年清洗从红军中清除了许多将领，包括图哈切夫斯基和他的追随者，而且他的主要理论也被放弃。由此在与日本皇军的主要的边界冲突中，以及在1938年的张鼓峰事件和1939年的诺门罕战役中，这一军事理论亦未被使用。直到第二次世界大战，纵深作战理论才重新被苏军广泛应用。

### 中苏战争
中东路事件、苏联入侵新疆和1937年新疆伊斯兰武装叛乱期间，中华民国政权及新疆地方军阀政权组织军队进行自卫反击，反抗苏联和白军的入侵。但红军达到了他们的目标，维持了对东清铁路的控制，并且最终在新疆安插了亲苏政权。

### 第二次世界大战

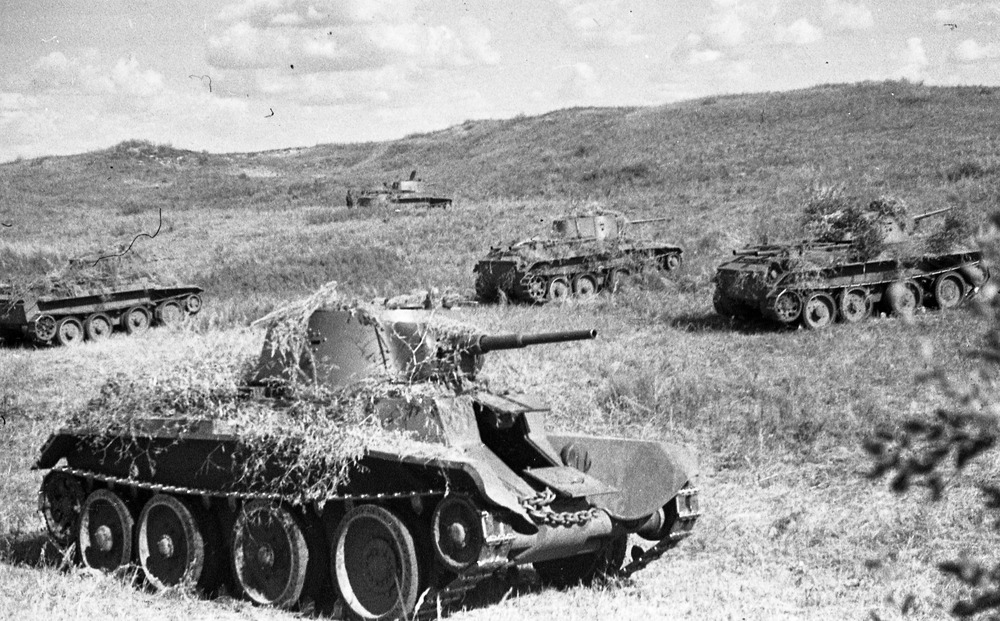
1939年8月，诺门罕战役中的苏联坦克

1933年苏军总兵员85.5万。1939年初苏军总员额194.3万，陆军有98个师。

#### 与德军瓜分东欧

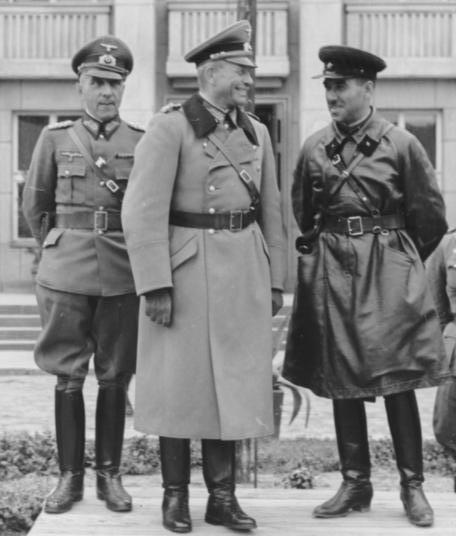
伙同纳粹德国占领波兰后，苏军将领谢苗·克里沃申(右)和德军将领海因茨·古德里安(中)及毛里茨·冯·维克托林(左)一同在双方为庆祝胜利举办的布列斯特-立陶夫斯克联合阅兵式上亲切合影。

1939年8月23日，苏联停止与西方同盟国的谈判并在秘密协商后和纳粹德国签订了希特勒-斯大林条约。该条约明面上是一个双方之间的互不侵犯条约，但实际上却包含了一份秘密议定书。根据该密约，苏德双方划定了在欧洲的势力范围，双方随即于9月相继入侵波兰，第二次世界大战爆发。红军入侵波兰后，同纳粹德国以在苏德密约中约定的接触线将波兰瓜分，并同纳粹德军举行了苏德布列斯特-立陶夫斯克联合阅兵庆祝胜利征服波兰。
此后，苏联亦根据同纳粹德国在密约中规定的势力范围入侵，占领并吞并了爱沙尼亚，拉脱维亚和立陶宛三国。同时，苏联亦强逼罗马尼亚割让了比萨拉比亚和北布科维纳。其中一部分地区（德涅斯特河左岸）至今（21世纪20年代）仍遭俄军占领。

#### 入侵芬兰
冬季战争是一场发生在苏联和芬兰之间的战争。开始于1939年11月30日的苏联进攻——离二战开始和苏联入侵波兰有3个月，结束于1940年3月13日签订的莫斯科和平协定。国际联盟认定这场战争违法并于1939年12月14日开除苏联的成员资格。
苏联军队有3倍于芬兰人的兵力，30倍的飞机和数百倍的坦克。然而由于红军在1937年苏联领导人约瑟夫·斯大林的大清洗中受到削弱，战争爆发之前军队的士气及战斗能力有所降低。超过30,000名将领被处决或拘禁，其中多名军衔等级极高，导致1939年的红军有许多高级将领缺乏战斗经验。:56因为这些因素，以及芬兰军队高度的献身精神和高扬的士气，芬兰在比苏联预期时间更长的侵略战争中得以坚持下来；芬兰军队使红军在最初的三四个月里遭受了惊人的损失，同时避免了自己经受极大的损失。:79–80
战事在1940年3月随着莫斯科和平协定的签订而停止。芬兰割让战前11%的领土及30%的经济资产给苏联。:18这场战争使得苏联在前线受到很重的损失，国际声誉受到重创。:272–273红军没有完成他们完全征服芬兰的目标，但仍占领了拉多加湖、佩琴加和薩拉地区。芬兰保住了主权，提高了国际声誉，并提振了后来继续战争时的士气。

#### 苏德战争
1940年11月，苏联同德国关于苏联加入轴心国的谈判由于双方对瓜分世界的计划存在争议而陷入僵局。双方仅达成了一些由苏联向纳粹德国提供原材料的贸易协定并继续执行先前达成的一些军购案（如吕措号重巡洋舰）。随后希特勒秘密下令准备执行对苏联的战争计划。1940年12月18日「第21号令巴巴罗萨行动」付诸执行，预定于1941年5月中发动攻击。

1941年6月，纳粹德国突然撕毁希特勒-斯大林条约并大举入侵苏联。在巴巴罗萨行动中，红军有303个师和22个独立旅（480万士兵），包括驻守西部军区的166个师和9个旅（290万士兵）。轴心国在东部前线施展181个师和18个旅（320万士兵）。西北、西部和西南三个方面军主导着苏联西部边界的防御。苏德战争的第一周德意志国防军击败了许多红军部队，红军数百万人被俘，并损失了大量物资。由于斯大林增加了动员，在1941年8月1日，虽然在战斗中损失了46个师，红军依然有401个师的兵力。

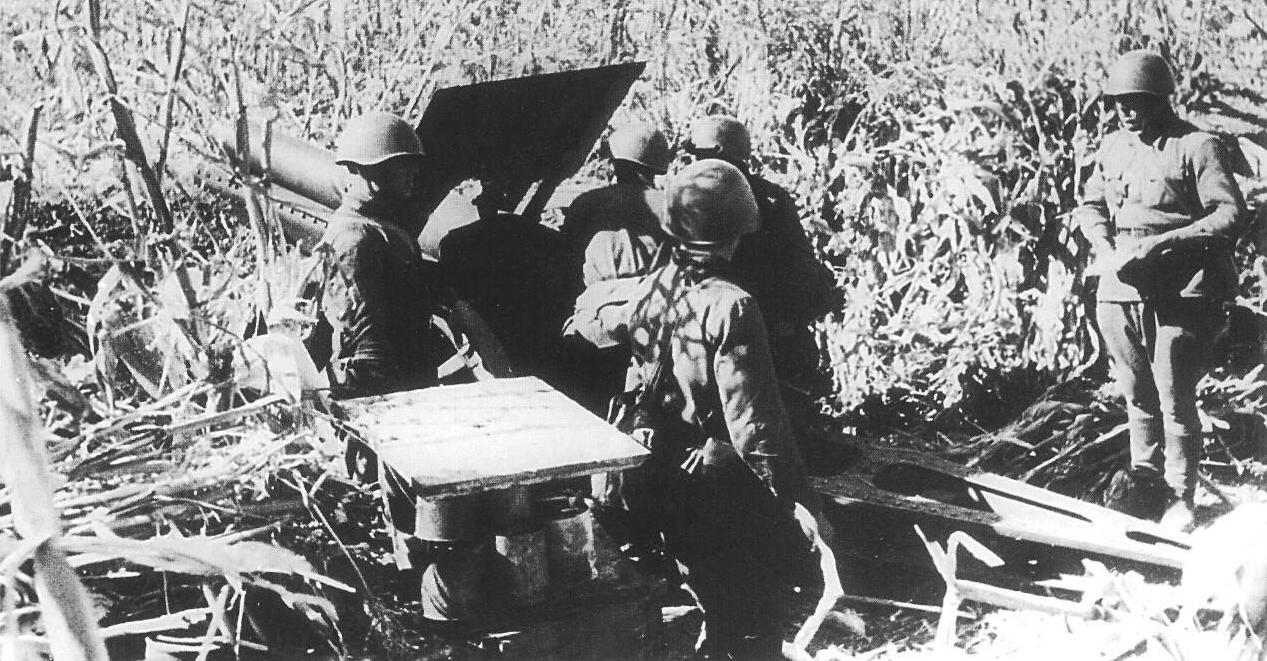
1941年7月，苏联士兵在敖德萨围困战中炮击目标

猝不及防的红军在战场上遭受很大损失是由于无能的军官、局部性的动员和没有完成的重组。战前仓促的武力扩张和过度增加缺乏经验的军官（原本属于被清洗的有经验的军官的）使得战斗有利于德意志国防军。轴心国的兵力优势使得战斗人员的师级兵力大致相等。一代苏联指挥官（尤其是格奥尔基·朱可夫）从战斗中培养起来，并对苏联在莫斯科战役、斯大林格勒战役、库尔斯克战役和后来的巴格拉基昂行动中的胜利起了决定性的作用。
1941年，苏联政府用强调保卫祖国和民族，运用俄罗斯历史事例激励及英勇反抗外国侵略的政治宣传增强红军的集体荣誉感。反击纳粹的苏德战争与反抗拿破仑的俄法战争，以及历史上俄军英雄如亚历山大·涅夫斯基和米哈伊尔·库图佐夫相提并论，对俄罗斯正教会的迫害暂时中止，神甫恢复了战前保佑部队的传统。
为激励红军指战员的主动性，苏共临时废除了政治委员，重新引入正式的军衔和徽章，并接受了近卫称号。英勇异常或表现优异的部队被授予近卫头衔（例如近卫特别步兵第1军、近卫坦克第6集团军）。处分制度也被应用；懈怠或以自伤逃避战斗者、胆怯者、盗窃者和逃兵会被内务人民委员部处罚特遣队处以笞刑、降级、强迫执行危险的任务或死刑。那时内务人民委员部军事反间谍官员成为决定是否判处死刑和部队所属任何士兵和（任意多数）军官生死的关键。1942年，斯大林建立了由古拉格囚犯、苏联俘虏、声名狼藉的士兵和逃兵组成的惩戒部队，承担危险的前线任务如清除纳粹雷区等。鉴于其危险性，最高刑期为三个月。同样，苏联对待被德军俘获过的红军人员特别严厉。1941年斯大林的命令中要求每一位红军士兵及军官在被俘后自尽而不是投降，苏联法律把所有被俘红军士兵判为叛国罪。被红军从敌营解放的苏联战俘通常被判决进入惩戒部队。

红军胜利旗，1945年5月在德国国会大厦上升起

苏德战争期间，红军除战争开始时服役的4,826,907人以外又征召了29,574,900人。总计参战34,401,807人当中有6,329,600人阵亡，555,400人死于疾病，4,559,000人失踪（多数被俘）。然而在可查明的战俘11,444,000人中，有939,700人在随后解放苏联领土中重新获得军衔，而且1,836,000人从德国集中营中返回。由此战争中损失的人员总数达到8,668,400。这是官方的死亡总人数，但其他观点对死亡总数的估计高达几乎1100万人，包括770万人阵亡或者失踪以及260万战俘死亡（520万战俘总数之外），加上400,000准军事武装和苏联游击队的损失。多数的损失不包括战俘、多数民族的俄罗斯人（5,756,000），多数民族乌克兰人（1,377,400）。但是在3400万被动员的非斯拉夫裔少数民族士兵，以及从1941到1943年间服役大约45个由少数民族组成的师当中与之相当的有800万。

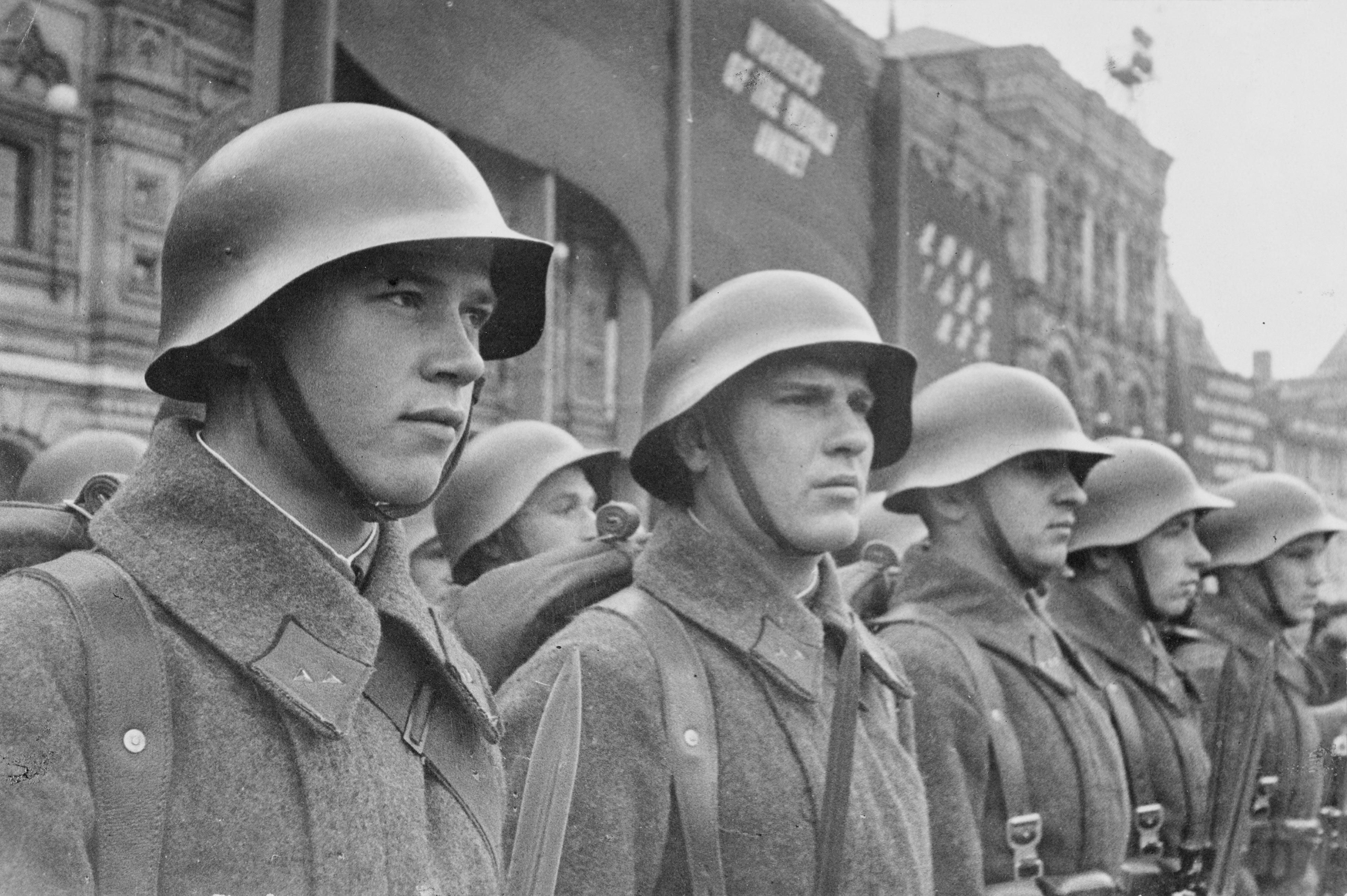
1941年时受阅的红军

德军在东线的损失包括在1937年国界以內居民有约3,604,800人阵亡，以及在居住于1937年国界之外地区的900,000名德意志人和奥地利人（这里面包括列为在任务中失踪或者战后未统计的）中有3,576,300人据报告被俘（总共8,081,100）；德国的卫星国在东线的损失据估计有668,163人阵亡或失踪，并有799,982人被俘（总共1,468,145）。在这9,549,245人当中，苏联在战后集中营释放了3,572,600，由此轴心国损失的总数据估计有5,976,645人。就战俘而言，同盟国有很大一部分被俘并有多数死于集中营——近期一份英国统计称600万苏联战俘中有360万死于德国集中营，300万德国战俘中有300,000死于苏联。从东普鲁士陷落开始，苏联士兵在德国制造了大规模强奸，尤其是在柏林直到1945年5月初为止。

#### 弱点
1941年德国空军和陆军持续的进攻造成红军后勤支援困难，因为许多仓库以及苏联大多数工业生产基础在西部地区遭受的入侵中受到破坏，这迫使他们在乌拉尔山脉以东重建工业设施。在这期间，红军常常被要求在只有临时拼凑或者没有武器、运输工具及其他装备的情况下出征。1941年将生产设施完全迁移到乌拉尔山脉的决定使得苏联主要的供应体系处在德军进攻范围之外。
战争后期，红军列装了一些优秀的武器，尤其是大炮和坦克。红军重型坦克KV-1和中型坦克T-34超越了多数德军的装甲装备，但在1941年，多数苏联坦克部队仍使用旧式坦克。苏联空军虽然装配相对现代的飞机，最初的表现仍逊于德国空军。

## 管理
十月革命后的军事管理直到红军建立的时候还是由弗拉基米尔·安东诺夫-奥夫谢延科、帕维尔·德宾科和尼古拉·克雷连科组成的集体委员会领导的陆军人民委员会和海军人民委员会主管。同时尼古拉·杜霍宁在亚历山大·克伦斯基逃离俄国后成为最高司令官。1917年11月12日苏俄政府任命克雷连科为最高司令官，作为司令官杜霍宁在1917年11月20日遭遇”意外“刺杀的强力替职。1917年11月28日尼古拉·波德伏依斯基被任命为陆军人民委员，与德宾科主管的海军人民委员会相分离，承担起向南俄进军的任务。布尔什维克也派出他们自己的代表去替换俄罗斯帝国陆军的前线司令官。
1918年3月3日布列斯特-立陶夫斯克条约签订后，苏俄军事主管部门进行了大改组。1918年3月13日苏俄政府接受了克雷连科的辞呈，并且最高司令官背后的势力遭遇清算。1918年3月14日列夫·托洛茨基取代波德伏依斯基为陆军人民委员。1918年3月16日帕维尔·德宾科从海军人民委员会撤职。1918年5月8日创建由尼古拉·斯托戈夫和后来的亚历山大·斯维钦领导的全俄总司令部。
1918年9月2日创立由陆军人民委员列夫·托洛茨基领导的革命军事委员会作为主要的军事主管部门。1918年9月6日在总司令部已经存在的情况下，创立了最初由尼古拉·拉捷尔领导的革命军事委员会野战司令部。同日创立了最初由约阿基姆·瓦采季斯（1919年7月起－谢尔盖·加米涅夫）负责的武装力量最高司令官办公室。武装力量最高司令官延续至1924年4月俄国内战结束。
苏联成立后，1923年11月俄国陆军和海军人民委员会转为苏联陆军和海军人民委员会。

## 组织

苏联红军非官方军旗，因为苏军地面部队从来就没有过正式的军旗。

起初，红军以自发组建发挥作用，没有军衔及军徽。民主选举将领。然而1918年5月29日的命令对18到40岁男性强制实行义务兵役。为了铺开大规模兵役制度，布尔什维克创建了地方性的军事人民委员会（voyennyy komissariat、voyenkomat），直到2006年在俄罗斯仍在以此为名进行相似的运转。军事人民委员会不应与军事政治委员的建立相混淆。
1920年代中期引入了区域性的红军人员分配准则。任何地区体格健全的男性都被征召到地方部队服一定期限的兵役，每年这组织起了红军约半数的兵力，为期五年。第一段服役期为三个月，一年以后再服役一个月。一个普通干部作为一个稳定军事单位的核心。1925年这一体系提供了77个步兵师中的46个，还有11个骑兵师中的一个。其他人员组成普通军官并在两年任期内负责组织服役人员。这种区域性的体系最终被废除，在1937–38年所有其余人员转入其他干部部门。
俄国共产党（布尔什维克）第十一次代表大会通过了一项巩固红军的决议，决定在军中建立严密组织的军事、教育和经济环境。然而这被指出军中将有160万人难以承担。会后，党中央决定到1922年底把红军扩充80万人。扩军需要重整军队的管理和组织结构。最高军事单位现在由两三个师的部队组成。每个师由三个团组成。旅作为独立单位被废除。1922年第二季度开始建立步枪队。

### 机械化
苏军得到充足的资金并革新自身的技术。1941年一位美国记者写道：
即使按美国的情况来看，苏联国防预算是很大的。在1940年，这相当于11,000,000,000美元，也就是国家三分之一的财政支出。比之下的现实是，无限富有的美国只有在我们两年最大的国防支出后的1942年才会有接近于这么多的年度支出。
多数花在红军和空军上的预算被用于为战争准备的机器生产。1923年前布尔什维克革命发生的时候俄国只有很少的机器生产力。马克思说共产主义必定出现在高度工业化的社会。布尔什维克认定他们的社会主义梦想会以由机器增加生产并降低劳动时间直到每个人都各取所需，各尽所能来发生。不知为何，虽然这没有发生，但俄国人仍然崇拜机器，而且这也使得，除了现在的德军，红军在世界上的机械化程度最高。
像美国人一样，俄国人羡慕规模、宏大、巨量。他们为建立坦克（包括世界上最大的那种）、装甲车、飞机、机关枪、以及各种机械化武器的大军而骄傲。
在斯大林的机械化运动下，红军在1930年建立了第一支机械化部队——第1机械化旅，由坦克团、摩托化步兵团、巡逻兵及炮兵营组成。从这个渺小的开端开始，到1932年，苏联建立了历史上第一次达到实战水平的两支装甲部队，第11和第45装甲军。他们是包含战斗支援部队的重型坦克集团军，因而他们能在没有前线支援时进行敌后作战而幸存。
受德国1940年攻击法国的战役的影响，苏联军事人民委员会于1940年6月6日命令创建第9机械化军。1941年2月–3月间下令创建了另外20个，而且都比图哈切夫斯基的规模大。但即使1941年红军第29机械化军拥有理论上不少于29,899辆坦克，他们也被证明是纸老虎。当时他们实际上只有17,000辆坦克能用，这意味着一些新建的机械化军其实实力很弱。工厂和军事计划者表露出的压力也显示出产量不足导致多数装甲车辆型号过时的状况，以及备件和支持的装备严重缺乏，而且将近四分之三的装备因大修延误。1941年6月22日红军只有1,475辆T-34和KV系列坦克能用，而且这些部队在前线太过分散，不具有足够大的规模来达成局部的胜利。例如立陶宛第3机械化军总共有460辆坦克，其中109辆是新造的KV-1和T-34，是少数拥有大量的新型坦克的一支；与此相对，第4军拥有520辆坦克，但全部都是过时的T-26，与1,031辆新型重型坦克的编制构成鲜明对比。这个问题在红军当中普遍存在，并且直接导致了1941年红军被德军初次击败。

### 战争时期
战争提供的经验推动了前线部队组织方式的改革。在对德六个月的进攻之后，红军高层废除了集团军和师级之间的步兵军编制（rifle corps），因为尽管在理论上是有用的，在1941年红军的状态下，这在实践中被证明是效率低下的。随着1942年1月莫斯科战役中的决定性的胜利，最高司令部开始在最有经验的部队中重新采用步兵军这一编制。到1941年6月22日，步兵师总数有62支，1942年1月1日下降到6支，但到1943年2月上升到34支，1944年年初时上升到161支。前线步兵师的兵力，在1941年1月经官方统计有11,000人，最多不超过1941年间所建立的兵力的50%，而且这些师在连续的作战中减少到几百人甚至更少。
战争爆发的时候红军仍采用上文所描述中发展出来的机械化集团军和坦克师的编制。但是随后德国的进攻造成了大多数，以及1941年间几乎全部大编制单位（除了外贝加尔军区的两个）被解散。因为协调小股部队更加容易，随后成立了单独的坦克旅和营取代他们。1942年末和1943年初大型集团军级坦克编队再次被全体编入所属的装甲部队。1942年中之前这些部队一起被编入到大型坦克集团军，到战争末期，这些军队的规模增加到700辆坦克和50,000人。

## 人员
布尔什维克当局给红军每一支部队都派驻了政治委员，具有当各部队指挥员违背党的原则时将其替换的权威。虽然根据一些美国历史学者的观点，这有时候会导致指挥效率低下，但党的领导人认为对军事的政治控制是绝对必要的。同样，随着红军越来越依赖来自革命前的帝俄时期的军官，它理所当然害怕兵变。这一体系在1925年被废除，由于有足够的时间培养党的干部，也不再需要对所有命令进行加签。

### 军衔及头衔

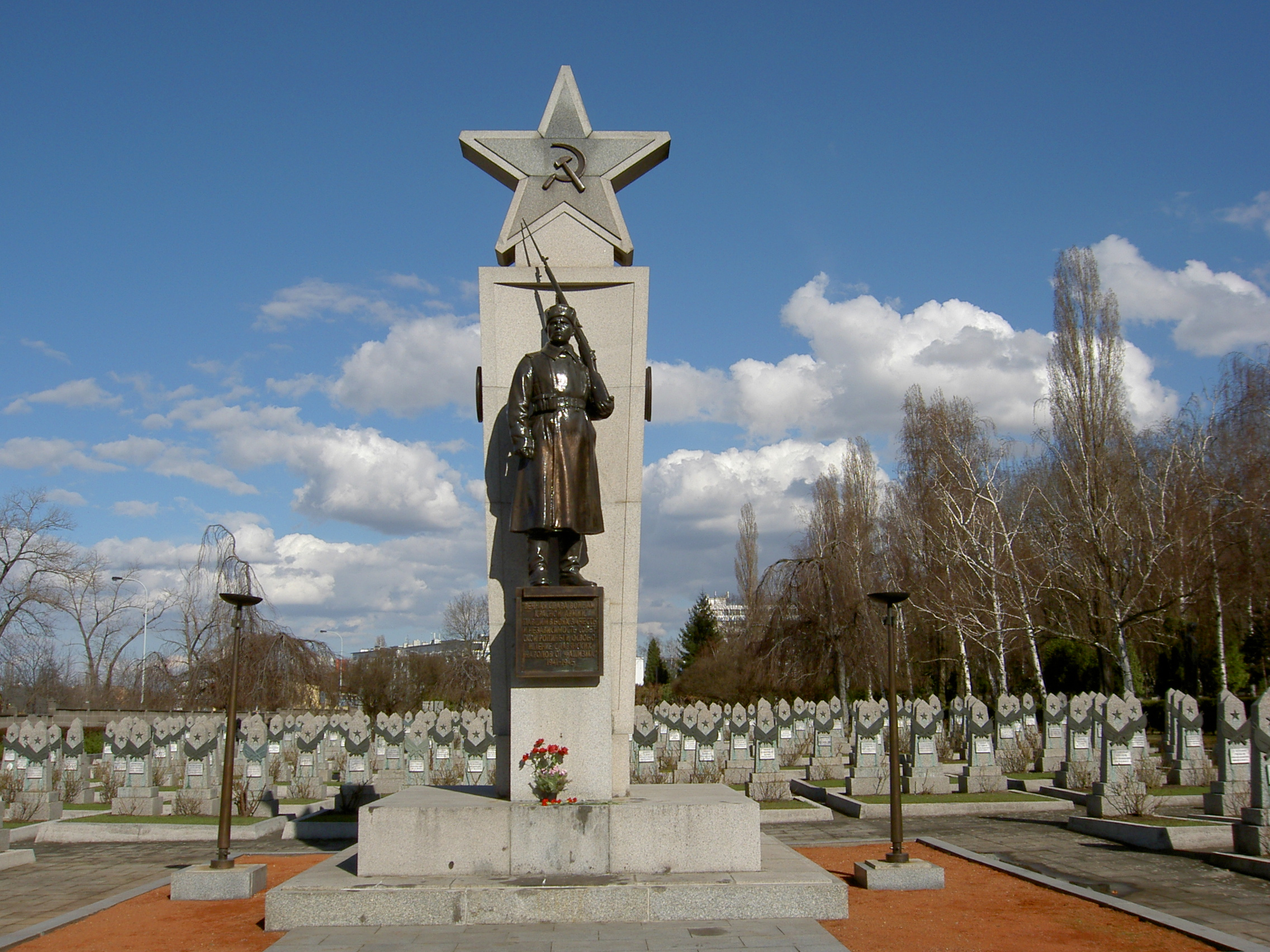
布拉格的红军纪念碑

早期红军在革命过程中以“沙皇的遗产”的名义废除了培训专业军官的学院。特别的是，布尔什维克反对使用“军官”一词，并以“指挥员”一词取代。红军废除了肩章和军衔，使用纯粹功能性的头衔如“师指挥员”、“集团军指挥员”及类似头衔取代。但这些功能性头衔的军徽是存在的，由三角、四方形和菱形（称作“钻石”）组成。
1924年10月2日建立了“单兵”或“现役”分类，包括从K1（组长、副班长、高级步兵等）到K14（战地指挥员、军指挥员、军区指挥员、军政委等）的级别。现役类的标志由三角、四方形和菱形组成，还有矩形（1 - 3，从K7到K9）。
1935年9月22日红军废除现役类并引入个人军阶。而这些军阶用一个功能性头衔和传统军阶的组合来表示。例如军阶包含“中尉”和“师级指挥员”。进一步的问题在政治军官（如“旅政委”、“2级集团军政委”）、技术化的部队（如“3级机械士”、“师机械士”）、主管人员、军医及其他非战斗人员分支的功能性和类别性的军阶之间产生。
苏联元帅军衔于1935年9月2日引入。1940年5月7日，对于实行军衔制做的进一步的修订从伏罗希洛夫元帅的提议中做出：红军“上将”和“海军上将”替换成旅级指挥员、师级指挥员、军级指挥员、集团军级指挥员的初级功能性军衔以及红海军的1级旗手等；其他高级功能性军衔（“方面军政委”、“方面军机械士”等）保持原状。兵种或现役的区分不变（骑兵上将、装甲兵元帅）。大部分而言，新的军衔制恢复了俄罗斯帝国陆军所用的一战期间总结出来的军衔制。
1943年初，军衔制的统一被视为废止所有功能性军衔。“军官”一词受到官方认可，与之一起的还有已废弃的前军衔阶级徽章的肩章。1943的徽章和军衔未作改动，直到苏联存在的最后一天；当代的俄军很大程度上沿用了这一体制。

### 军事教育
内战期间指挥骨干是在帝俄尼古拉综合军事学院（1920年代成为伏龙芝军事学院）受训。中高级指挥官接受高等军事学术课程培训，1925年改称统帅部高级课程；1931年伏龙芝军事学院设立作战系增添这类课程。总参谋部军事学院于1936年4月2日恢复，并成为红军中、高级指挥官的主要军事学院。

### 清洗
1930年代末对红军将领的清洗随着斯大林对苏联社会的大清洗同时发生。1936与1937年，在斯大林命令下，上千名红军高级军官从他们的岗位上被撤职。这场清洗以清除红军中“政治不可靠的成分”为目标，主要针对高级军官。这不可避免地为解决个人恩怨或排除角逐同一指挥权的军官之间的竞争提供了合适的借口。许多集团军级、军级和师级指挥官被解职，多数被拘禁或送入劳改营，其他人被处死。受害者当中红军的主要军事理论家米哈伊尔·图哈切夫斯基元帅被斯大林以潜在的政敌论处。受到处分的军官会被政治军官严密搜查，即使是在做记录或在野外演练这样的情况下。恐惧和不情愿的气氛很快在红军中自然传播开来；低级军官自杀率上升到创纪录的水平。这场清洗明显削弱了红军的战斗力。Hoyt总结到“苏联的防御体系被破坏到了不能发挥作用的程度上”而且强调他们“对高级军官的存在感到恐惧”。Clark说，“斯大林不仅毁灭了军心，还毁灭了思想”。Lewin提出三种严重的后果：失去了有经验且训练有素的高级军官；潜在的盟友特别是法国产生了怀疑；并且给德国带来了激励。

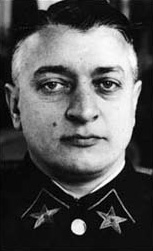
红军将领米哈伊尔·图哈切夫斯基，1937年6月大清洗期间被处决

近期解密的数据指出1937年，清洗高潮的时期，红军中存在114,300名军官，其中11,034人被撤职。1938年，红军中存在179,000名军官，比1937多出56%，其中6,742被解职。在红军最高层中这场清洗抹去了5名元帅中的3位，15名集团军上将中的13位，9名海军上将中的8位，57名军种上将中的50位，186名师级上将中的154位，全部16名集团军政委以及28名军政委中的25位。
其结果是1941年的红军军官队伍有许多缺乏经验的低级军官。1942年6月60%的团级指挥官有两年或更多的指挥经验，并且几乎80%的步兵师级指挥官，20%的军级指挥官，以及5%或更少的集团军和军区指挥官具有同一水平的经验。
随着红军清洗的高潮显著增长，这可能会使问题进一步恶化。1937年，红军约有130万人，比1941年6月增加了大约3倍。军队需求的快速增长使缺乏经验或训练的军官相应迅速增多。低级军官被任命以填补高级军官的军衔，他们当中许多缺乏经验。这一动向相应导致许多军校毕业新生来填补低级军官的空缺。1937年，一个学院的整个初级班提前一年毕业以填补红军的空白。由于缺乏经验和害怕遭到报复，许多新军官未能将大批新入职的人员留在队伍中; 对于不服从的投诉在1941年被处罚的罪行中名列前茅，并且可能加剧了红军士兵在德国当年的进攻初期阶段抛弃其部队的情况。
1940年，斯大林开始收敛，恢复大约三分之一先前被解职军官的职务。然而，清洗的后果很快在1940年的冬季战争之中显现出来，红军部队比芬兰军队的表现差得多，而且后来1941年德国入侵期间，很大程度上由于俄国军官中缺乏经验的人员太多，德国得以打垮俄国守卫者。

## 武器装备
苏联扩大了其军事工业作为1920至1930年代斯大林工业化运动的一部分。

### 輕武器

#### 手槍
- 納甘M1895（1918—1946）
- 毛瑟C96（1920—1930）
- TT-30／TT-33（1930—1946）

#### 衝鋒槍
- PPD-34（1934—1941）
- PPD-40（1940—1945）
- PPSh-41（1941—1946）
- 湯普森M1928A1（1941—1945；透過租借法案取得）
- PPS-42／PPS-43（1942—1946）

#### 步槍
- 莫辛-納甘M1891（1918—1946）
- 莫辛-納甘M1891/30（1930—1946）
- 莫辛-納甘M38（1938—1946）
- 莫辛-納甘M44（1944—1946）
- 費德洛夫M1916（1920—1945）
- AVS-36（1936—1941）
- SVT-38／SVT-40（1938—1946）
- SKS（1945—1946）

#### 機槍
- 馬克沁M1910（1918—1943）
- 馬克沁—托卡列夫（1925—1927）
- DP-27（1927—1946）
- RPD（1943—1946）
- DShK（1938—1946）
- DS-39（1939—1946）
- 白朗寧M2（1941—1945；透過租借法案取得）
- SG-43（1943—1946）

#### 反坦克步槍
- PTRD-41（1941—1946）
- PTRS-41（1941—1946）
- 博斯（1941—1945；透過租借法案取得）

#### 手榴彈
- M1914（英语：Model 1914 grenade）（1918—1933）
- RGD-33（1933—1946）
- F-1（1941—1946）
- RG-42（1942—1946）

## 战争罪行
在二战后期，苏联红军曾经在其占领地区（如德国、匈牙利、波兰、其他東歐地區、中国东北）犯下包括强奸、抢劫等战争罪行，如卢冬生遇害。

## 书目
- Carrere D'Encausse, Helene. The End of the Soviet Empire: The Triumph of the Nations, Basic Books, 1992, ISBN 978-0-465-09818-7.
- Chamberlain, William Henry, , New York: Macmillan, 1957.
- Erickson, John, , London: MacMillan, 1962, OCLC 569056.
- Glantz, David M, , 堪萨斯大学出版社, 1998, ISBN 978-0-7006-0879-9.
- ———, , 堪萨斯大学出版社, 2005, ISBN 978-0-7006-1353-3.
- Harrison, Richard W. The Russian Way of War: Operational Art, 1904-1940 (堪萨斯大学出版社, 2001)
- House, Jonathan M,  (PDF), Fort Leavenworth, KS: US Army Command and General Staff College, 1984, OCLC 11650157, 66027–6900, （原始内容 (PDF)存档于2007-01-01）.
- Isby, David C. Weapons and Tactics of the Soviet Army, Jane's, 1988, ISBN 978-0-7106-0352-4.
- Merridale, Catherine, , New York: Macmillan, 2006, ISBN 978-0-8050-7455-0.
- ———, , New York: Macmillan, 2007 [2006], ISBN 978-0-312-42652-1.
- Moynahan, Brian. Claws of the Bear: The History of the Red Army from the Revolution to the Present (1989).
- Odom, William E. The Collapse of the Soviet Military, 耶鲁大学出版社, New Haven and London, 1998, ISBN 978-0-300-07469-7.
- Overy, RJ, , WW Norton, 2004, ISBN 978-0-393-02030-4.
- Overmans, Rüdiger, , Oldenbourg, 2000, ISBN 3-486-56531-1 （德语）.
- Reese, Roger R. Why Stalin's Soldiers Fought: The Red Army's Military Effectiveness in World War II (堪萨斯大学出版社; 2011) 400 pp. excerpt and text search （页面存档备份，存于）
- Reese, Roger R.  Red Commanders: A Social History of the Soviet Army Officer Corps, 1918-1991 (2005) excerpt and text search （页面存档备份，存于）
- Reese, Roger R. Stalin's Reluctant Soldiers: A Social History of the Red Army, 1925-1941 (1996)
- Reese, Roger R.  The Soviet Military Experience: A History of the Soviet Army, 1917-1991 (2000) excerpt and text search （页面存档备份，存于）
- Schofield, Carey, , London: Headline, 1991, ISBN 978-0-7472-0418-3.
- Scott, Harriet Fast; Scott, William F,  3rd, Boulder, CO: Westview, 1984, ISBN 0-86531-792-5.
- Shaw, John, , Alexandria, VA: Time-Life, 1979, ISBN 0-8094-2520-3.
- Tolstoy, Nikolai, , New York: Holt, Rinehart & Winston, 1981, ISBN 0-03-047266-0.
- Williams, Beryl, , Blackwell, 1987, ISBN 978-0-631-15083-1.
- Zaloga, Steven; Grandsen, James, , London: Arms & Armour, 1984.